# Zingiber longibracteatum
Zingiber longibracteatum är en enhjärtbladig växtart som beskrevs av Ida Theilade. Zingiber longibracteatum ingår i släktet Zingiber och familjen Zingiberaceae. Inga underarter finns listade i Catalogue of Life.